# Corps des mines

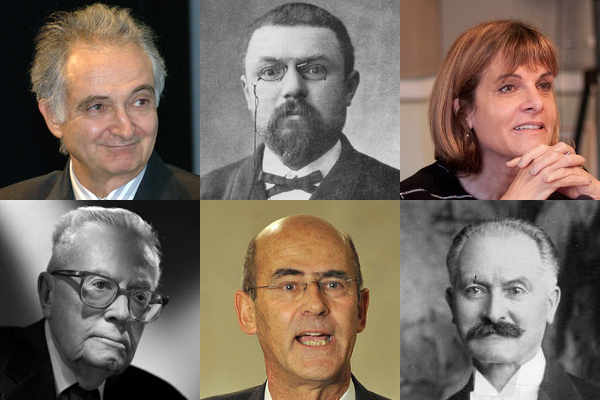
Membros do Corps des mines, da esquerda para a direita e de cima para baixo: Jacques Attali (economista), Henri Poincaré (matemático, físico), Anne Lauvergeon (empreendedorismo), Maurice Allais (Prêmio Nobel de Economia), Patrick Kron (empreendedorismo) e Albert Lebrun (Presidente da França).

O Corps des mines é o principal corpo técnico do Grands corps de l'État. É formado pelos Engenheiros Estatais das Minas. O Corps está ligado ao Ministério da Economia, Indústria e Emprego. Seu objetivo é atrair os mais brilhantes estudantes franceses em matemática e física para servir ao governo e treiná-los para carreiras executivas na França.
As pessoas que entram no Corps são formadas na Mines ParisTech (École nationale supérieure des mines de Paris), com um currículo especial diferente do dos alunos comuns. A cada ano o Corps recruta entre 10 e 20 novos membros. A maioria deles é da École polytechnique; estes são conhecidos como X-Mines e estão geralmente entre os 10 melhores alunos da École polytechnique; outros são da École normale supérieure (ENS), da Télécom ParisTech (antiga ENST) ou do currículo regular da École nationale supérieure des mines de Paris. Após a formatura, a maioria dos X-Mines ocupam cargos executivos na administração francesa ou no setor privado.
Ser admitido no programa Corps des Mines é considerado um caminho rápido significativo para carreiras executivas na França.

## Membros dos Corps

### Históricos
- Maurice Allais, Prêmio de Ciências Econômicas em Memória de Alfred Nobel 1988
- Charles de Freycinet, primeiro-ministros da França no final do século XIX
- Henri Poincaré, matemático e cientista do século XIX
- Conrad Schlumberger, fundador com seu irmão da Société de Prospection Electrique, depois denominada Schlumberger Limited

### Correntes
- Jacques Aschenbroich, CEO da Valeo
- Jean-Louis Beffa, CEO da Saint-Gobain
- Jacques Biot, presidente da École Polytechnique[1]
- Jean-Laurent Bonnafé, CEO da BNP Paribas
- Patrice Caine, CEO do Thales Group
- Jean-Pierre Clamadieu, CEO da Solvay, Chairman da Rhodia
- Thierry Desmarest, antigo CEO da Total
- Jean-Martin Folz, antigo CEO do Grupo PSA
- Noël Forgeard, antigo CEO da Airbus e EADS
- Isabelle Kocher, CEO da Engie
- Anne Lauvergeon, antiga CEO da Orano
- Jean-Bernard Lévy, CEO da Électricité de France
- Francis Mer, antigo CEO da Usinor e ex-Ministro da Economia, Indústria e Emprego da França
- Luc Oursel, CEO da Orano
- Patrick Pouyanné, CEO da Total
- Pierre Pringuet, antigo CEO da Pernod Ricard
- Denis Ranque, Chairman of Airbus, antigo CEO do Thales Group
- Jean Syrota, antigo CEO da Cogema